# Здравкович, Мария
Мария Здравкович (серб. Марија Здравковић, род. 18 декабря 1973) — сербский врач, администратор и политик. Она была директором больницы «Bežanijska Kosa» в Белграде с 2014 года и уже второй срок заседает в Народной скупщине Сербии. Здравкович является членом Сербской прогрессивной партии.

## Ранние годы и медицинская карьера
Здравкович родилась в Белграде в Социалистической Республике Сербии в составе Социалистической Федеративной Республики Югославии. Она окончила Медицинский факультет Белградского университета в 1998 году со средним баллом 9,94, получила степень магистра в области кардиологии в 2005 году, получила докторскую степень по спортивной кардиологии в 2010 году, а затем завершила двухлетнюю программу постдокторских исследований в Университете Цюриха.
Она была назначена клиническим помощником на медицинском факультете в 2012 году и доцентом кафедры внутренней медицины — кардиологии в 2019 году. Она стала директором больницы «Bežanijska Kosa» в сентябре 2014 года. Здравкович считается первым кардиологом в Сербии, внедрившим кардиомагнитный резонанс в обычную клиническую практику.

## Политик
Здравкович возглавляла избирательный список Сербской прогрессивной партии от общины Нови-Београд на местных выборах в Сербии 2020 года и была избрана, когда список выиграл двадцать два из сорок девяти мандатов.

### Член парламента и городской ассамблеи
Здракович получила шестую позицию в списке Сербской прогрессивной партии Вместе мы можем всё на сербских парламентских выборах 2022 года и вторую позицию, после Шапича, в его списке на одновременных выборах в городскую ассамблею в 2022 году в Белграде. Она была избрана в Народную скупщину, когда Альянс Сербской прогрессивной партии выиграл 120 из 250 мест и в городскую ассамблею, когда альянс выиграл сорок восемь из 110 мест.
Она подала в отставку из городской ассамблеи 11 июня 2022 года и из Народной скупщины 25 октября 2022 года. В течение своего первого срока в Народной скупщине она была членом Комитета по здравоохранению и семейным делам и комитета по правам ребёнка, а также заместителем члена Комитета по труду и Комитета по охране окружающей среды.
Здравкович появилась на четвёртой позиции в списке Сербской прогрессивной партии Сербия не должна останавливаться на сербских парламентских выборах 2023 года и была избрана на второй срок, когда список одержал победу в большинстве с 129 местами. В этот раз она вновь является членом Комитета по здравоохранению и семейным делам и комитета по правам ребёнка. Она также является лидером парламентской группы дружбы Сербии с Германией и членом групп дружбы с Китаем, Францией, Италией и Святым Престолом, Мальтой, Россией, Испанией, Швейцарией, Соединённым Королевством и Соединёнными Штатами Америки.
Она была переизбрана в муниципальную ассамблею Нови-Београда на местных выборах в Сербии 2024 года после того, как снова получила ведущую позицию в списке коалиции Сербской прогрессивной партии. Список одержал победу с двадцатью пятью из сорока девяти мест.